# Ripper
Ripper (с англ. — «Потрошитель») — интерактивное кино/квест, разработанный и изданный Take-Two Interactive на платформах Microsoft Windows, MS DOS и Mac OS. В игру были наняты известные актёры, такие как Кристофер Уокен, Пол Джаматти, Карен Аллен, Бёрджесс Мередит, Джон Рис-Дэвис, а роль главного героя исполнил Скотт Коэн. Также в игре в качестве заглавного саундтрека звучит известнейший хит Blue Öyster Cult под названием (Don't Fear) The Reaper.
В Ripper до последнего акта не даётся точного объяснения тому, кто именно является злодеем, так как игра выбирает злодея случайным образом из четырёх неигровых персонажей. Число улик и головоломок, а также диалог в конце игры меняются в зависимости от выбранного компьютером злодея в игре.
В 1996 были анонсированы порты на домашние консоли Sega Saturn и Sony PlayStation, но оба порта были отменены к разработке и выпуску.

## Сюжет
Сюжет Ripper происходит в Нью-Йорке в 2040 году. Игра начинается с расследования убийства девушки по имени Рене Штайн, третьёй жертвы серийного убийцы, известного под псевдонимом "Потрошитель", получившего такую кличку из-за схожести стиля убийств с Джеком Потрошителем. Игрок управляет Джейком Квинланом, журналистом из газеты Virtual Herald, которому постоянно приходят письма и голосовые сообщения от Потрошителя с подробным описанием его убийств (отсылка к Джеку Потрошителю). Вместе с полицией (в которой главным следователем дела назначен детектив Винсент Магноттa), Квинлан разыскивает человека, стоящего за убийствами Потрошителя.
После посещения места убийства Рене Штайн вместе с Магноттой, Квинлан получает сообщение от Потрошителя, который предупреждает героя, что его девушка и коллега по работе, Кэтрин Пауэлл, будет следующей жертвой, так как она очень сильно приблизилась к его личности. Квинлан успел в срок и нашёл Пауэлл ещё живой, но в "более глубокой, чем только возможно" коме. Кибер-хирург Клэр Бёртон из центральной больницы Трибека успела извлечь искажённое изображение напавшего на Пауэлл, но для более точных результатов и определения виновного Квинлану придётся найти гораздо больше улик. Из полученной информации в ходе собственного расследования Квинлан узнал, что Пауэлл занималась самостоятельным расследованием и вычислила трёх возможных подозреваемых по делу Потрошителя. Чтобы получить информацию о Потрошителе из мозга Пауэлл, он заручается поддержкой Джо Фальконетти, хакера, который специализируется на прямом контакте с человеческим головным мозгом.
Расследование приводит Квинлана к тому, что все жертвы Потрошителя и всё, кто был связан с расследованием дела о Потрошителе (кроме самого Квинлана) давным-давно играли в виртуальные игры, называя себя Web Runners, а одна игра из них была основана на истории о Джеке Потрошителе. Но в последний раунд игры кто-то из игроков умер не в игре, а по-настоящему. Умершим игроком оказалась мать Кэтрин Пауэлл. При помощи патологоанатома Вика Фарли, Квинлан узнаёт, что убийства Потрошителя выполнялись через код, созданный в мозгу жертв в киберпространстве, из-за чего их тела разрывались на части, после чего Квинлан увидел это на практике, так как Фарли сам взорвался после передачи этой информации журналисту. Также Квинлан узнаёт о киберпространственном оружии, созданном убитым кибер-разработчиком по имени Гамильтон Уоффорд, разработанном специально для убийства Потрошителя внутри виртуального образа района Лондона Уайтчепел, где Джек Потрошитель и совершал свои убийства. После получения оружия и защиты от нападения Потрошителя, Квинлан входит в киберпространство, убивает антагониста и успевает сбежать из Уайтчепела до его самоуничтожения, вызванного смертью Потрошителя.
Потрошителем может быть один из четырёх подозреваемых: Джо Фальконетти, Клэр Бёртон, Винсент Магнотта или Кэтрин Пауэлл. При каждом новом прохождении список улик и виновная в убийствах личность меняются, хотя почти весь сюжет остаётся одним и тем же, а большая часть улик ведут ко всем четырём подозреваемым одновременно. Например, Кэтрин Пауэлл имеет опыт в мозговых операциях, однако позднее выясняется, что Клэр Бёртон, Джо Фальконетти и Винсент Магнотта тоже этим занимались, вне зависимости от того, является ли один из них Потрошителем или нет. Тем не менее, большая часть сюжета и улик меняется в последнем акте после смерти Фарли.

## Актёры и их роли
- Кристофер Уокен — детектив Винсент Магнотта; жестокий полицейский, имеющий влечение к Клэр Бёртон и ненавидящий Фальконетти. Когда мать Кэтрин умерла во время последнего раунда игры Потрошитель, Магнотта обвинил и арестовал Фальконетти. Магнотта убеждён, что Фальконетти — Потрошитель, но вполне возможно, что это — блеф, и на самом деле может быть так, что сам Магнотта — Потрошитель. Ради более быстрого закрытия дела и получения премии, Магнотта готов подкинуть улики ради ареста Фальконетти.
- Бёрджесс Мередит† — Гамильтон Уоффорд / Ковингтон Уоффорд; два брата, живущих на окраине Нью-Йорка. Гамильтон был кибер-разработчиком и создал виртуальные миры, основанные на исторических местах. Гамильтон был нанят Потрошителем для разработки копии Уайтчепела. Гамильтон является убитым уже в начале игры, но всё же Квинлан находит его виртуальную копию-автопортрет, которая и рассказала ему всё о Потрошителе. Ковингтон же является сумасшедшим отшельником, ставшим таковым из-за постоянных нападений Потрошителя.
- Карен Аллен — доктор Клэр Бёртон; квалифицированный, но холодный и отстранённый от общества врач, специализирующийся на головном мозге человека. Бёртон является любовью и Магнотты, и Фальконетти одновременно, которые сделали жизнь Бёртон беспорядочной. Бёртон становится подозреваемой после того, как становится личным врачом Пауэлл — единственной выжившей жертвы Потрошителя. Позже выясняется, что у Бёртон есть оружие Потрошителя. Бёртон утверждает, что оружие было подкинуто, из-за чего опять непонятно, является ли она подозреваемой или нет.
- Дэвид Патрик Келли — Джо Фальконетти; квалифицированный, но жестокий и неприятный хакер. Фальконетти сразу же становится подозреваемым в деле о Потрошителе из-за его страсти к коллекционированию ножей и схожести с темпераментом самого Потрошителя. Фальконетти был женат на Клэр Бёртон, но они развелись после ареста Фальконетти Магноттой. После этого Джо возненавидел Магнотту и Бёртон, хотя позднее всё-таки демонстрирует оставшиеся чувства любви к ней.
- Скотт Коэн — Джейк Квинлан; журналист, расследующий и пишуший о деле Потрошителя. Квинлан постоянно получает письма и голосовые сообщения от Потрошителя, начал расследование после того, как его коллега и любовница Кэтрин Пауэлл была атакована Потрошителем.
- Осси Дэвис† — Бен Доддс; редактор Virtual Herald, в котором работает Квинлан.
- Джон Рис-Дэвис — Виго Хаман; гангстер, который имеет ценную информацию о Клэр Бёртон.
- Тани Уэлч — Кэтрин Пауэлл; коллега и любовница Квинлана. Пауэлл начинает расследование о Потрошителе без согласования с Квинланом, надеясь забрать все лавры только себе. Большую часть игры Пауэлл находится в коме, но позже узнаётся, что её мозг работал всё это время, а также она становится одной из подозреваемых. Подозрение увеличивается, когда выясняется, что первой жертвой Потрошителя стала мать Пауэлл, а она сама об этом умалчивает и не сознаётся в этом.
- Джимми Уокер — Соуп Битти; хакер, один из главных источников Кэтрин по её расследованию Потрошителя. Он даёт игроку много информации о компьютерных технологиях в игре.
- Стивен Рандаззо — сержант Лу Бреннон; полицейский, не принимающий взяток; даёт игроку информацию о подозрительных махинациях Магнотты.
- Питер Бойден — Вик Фарли; дружелюбный патологоанатом, пытающийся выяснить, каким образом Потрошитель совершает убийства. Не чурается перекусить и покурить над трупами во время работы.
- Пол Джаматти — доктор Бад Кэйбл; врач, лечащий Кэтрин Пауэлл в то время, когда доктор Бёртон не находится на рабочем месте.
- МакИнтаер Диксон — Гамбит Нельсон; киберпростанственный интерпретёр, дающий игроку особо важную информацию о Фальконетти.
- Лианна Пай — Каши Ямамото; Web Runner, который делится с игроком информацией об истории Runner'ов.
- Дэвид Торнтон — Твиг; ассистент Фальконетти по компьютерной части.
- Кира Арн — Вивиен Сантьяго; регистратор больницы, которая флиртует с Квинланом и информирует его о подозрительных вещах в больнице.
- Уильям Сеймур — Боб Эпплс; патологоанатом, нанятый на место Фарли после его увольнения. Эпплсу запрещено давать Квинлану какую-либо информацию, что выглядит очень подозрительно, но в конце концов он выкладывает Квинлану секреты больницы.
- Ричард Брайт† — доктор Карл Стезиак; фотограф, надёжный источник информации Квинлана. К сожалению, Карл слишком сильно испугался атак Потрошителя и покинул Нью-Йорк; тем самым Квинлан лишился источника информации среди полиции.
- Филлис Баш — профессор Лиллиан Беч; профессор университета, проливающая свет на прошлое Клэр Бёртон. Первой информирует Квинлана о Web Runner'ах.
- Алекса (настоящее имя неизвестно) — Рене Штайн; первая жертва Потрошителя, появляющаяся только во вступлении к игре. Интересовалась личностью Потрошителя, за что и была убита.

## Разработка
При разработке Ripper заметный уклон был в сторону видео и сюжета, нежели геймплея, несмотря на то, что уже в начале разработки Ripper FMV-игры (также названные как интерактивное кино) в то время уже стали не настолько популярными и ранжированными. Оплата более известных актёров, чем в FMV-играх конкурентов, обошлась Take-Two Software в четверть бюджета Ripper. Фил Пармет являлся режиссёром игры. Сценарист / главный геймдизайнер Ф. Дж. Леннон прокомментировал следующее: "Целая индустрия жаждала распять FMV, люди нарекли FMV проказой, не принадлежащей видеоиграм, но если это будет сделано на профессиональном уровне, то, я думаю, это будет хорошей игрой."
Движок игры был сделан с нуля, а также в него добавили возможность менять разрешение между более современным для того времени 640x480 и уже устаревающим 320x200.
Аналогично Carmageddon, Ripper очень сложно настроить для игры на современных операционных системах (но возможно). Народными умельцами также были сделаны сторонние установщики, которые отвязывали игру от дисков, устанавливая их содержимое непосредственно на винчестер, и ставили .exe-файл для запуска игры на 64-битных системах Windows XP и выше.

## Отзывы
| Сводный рейтинг | Сводный рейтинг |
| Агрегатор       | Оценка          |
| --------------- | --------------- |
| GameRankings    | 71,50 %         |

Игра получила оценку 71.50% на GameRankings на основе 4 обзоров. На IMDB — 7.8/10.